# Lago distrófico

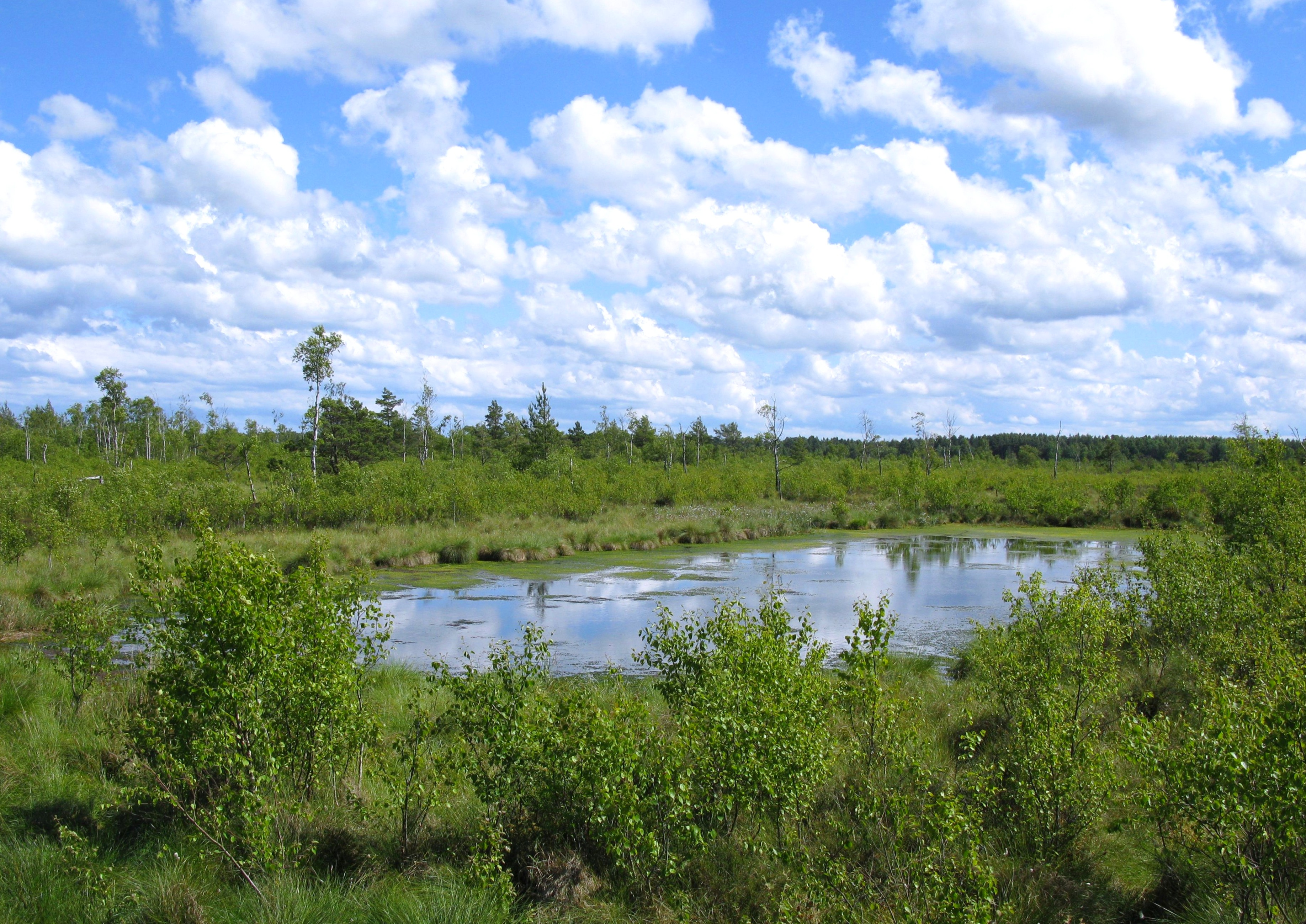
Lago distrófico en Bielawa reserva de naturaleza en Polonia

Un lago distrófico se refiere a un lago de color marron o té que es el resultado de concentraciones altas de las sustancias húmicas y los ácidos orgánicos suspendidos en el agua.  En respuesta al abuso histórico del término literal, estos lagos son más referidos como "lagos húmicos".  A pesar de que los lagos distróficos son a menudo considerados acídicos y pobres en nutrientes (oligotrófico), estos lagos de hecho varían mucho en cantidades de pH y productividad.  Debido al pH bajo asociado con lagos distróficos, pocas especies de bacterias y especies de vida acuática son capaces de sobrevivir.  Son comunes en el taiga de América del Norte y Eurasia. 
Un ejemplo de este tipo de lago es Lago Húmico en Islas Georgias del Sur, nombrado para el agua oscura causada por la lixiviación de la turba en descomposición de laderas cercanas. En el Lago distrófico Flosek en Polonia, los picos de abundancia de picoplankton autótrofos y el fitoplancton varia en lagos no distróficos. En el lago distrófico Flosek,  había dos cumbres de abundancia de autótrofos picoplankton y fitoplancton, mientras en lagos no distróficos tuvieron una cumbre de abundancia.